# 魏該
魏 該（ぎ がい、生年不詳 - 咸和3年6月15日（328年8月7日））は、中国の晋代の軍人。魏亥とも記載される。本貫は東郡東阿県。魏浚の族子。

## 経歴
始め、京兆郡陰盤県に居住していた。
永康2年（301年）3月、河間王司馬顒が皇帝を僭称していた司馬倫を討伐の兵を挙げると、魏該は将兵都尉となってこれに従軍した。
永嘉5年（311年）6月、漢軍が洛陽に襲来すると、魏該は族父の魏浚に従って救援に赴き、漢軍より先に兵を率いて金墉城（洛陽城の東北）を守備した。これにより、金墉城だけは戦禍を免れた。洛陽が陥落して漢軍が撤退すると、残された民は魏該に身を寄せた。
同月、弘農郡太守杜尹（杜預の子）が宜陽の境界にある一泉塢に駐屯していたが、幾度も賊党より略奪を受けており、魏該に救援を要請した。魏該はこれに応じ、配下の馬瞻に300人を与えて救援に向かわせたが、馬瞻は杜尹の防備が薄いのを見ると、夜襲を掛けて杜尹を殺害し、魏該を迎え入れて一泉塢に拠らせた。塢の人々は恐れ、みな魏該に服従した。
同月、太尉荀藩が密県において行台（臨時政府）を立てると、魏該は武威将軍に任じられ、城西にいる雍州・涼州の兵を統率して、漢の中山王劉曜の討伐を命じられた。魏該は滎陽郡太守李矩や河内郡太守郭黙らと結託し、共に漢軍の侵攻を阻んだ。
建興元年（313年）12月、魏浚が漢の中山王劉曜に敗れて殺害されると、その勢力を引き継いだ。
劉曜が李矩を攻撃した際、魏該はこれを救援して漢軍を撃破した。
建興2年（314年）6月、李矩が漢軍に包囲されていた郭黙を迎え入れた際、魏該は軍を派遣してこれを助けた。また、河南尹任愔とも結託した。
また、時期は不明だが琅邪王司馬睿（後の元帝）の承制により、冠軍将軍・河東郡太守に任じられ、河東・河南・平陽の三郡において督護となった。
大興2年（319年）4月頃、漢軍より幾度も攻勢を受け、魏該の兵は飢えと疲れが甚だしくなり、魏該は兵を率いて南へ逃れようと考えた。しかし、配下の将兵はこれを拒んだので、単騎で南陽に逃れた。その後、元帝（司馬睿）により前鋒都督・平北将軍・雍州刺史に任じられた。馬瞻は魏該の旧臣を率いて劉曜に降伏したが、劉曜の徴発は厳しく馬瞻もまた傲慢・暴虐だったため、部下の将兵は使者を派遣して魏該を密かに招き入れると、馬瞻を殺害してみな魏該の傘下に入った。魏該は兵を率いて新野に移った。その後、梁州刺史周訪を補佐して杜曾の乱鎮圧に貢献した。功績により順陽郡太守に任じられた。
永昌元年（322年）1月、王敦が反乱を起こすと、梁州刺史甘卓は魏該に使者を派遣してこの事を尋ねた。これに魏該は「我々が賊を討つのは、ただ国に忠を尽くしているからだ。今、王公（王敦）は天子に向けて兵を挙げたのだ。我が手を貸す事はない」と言い放つと、甘卓はこれに応じて王敦の要請を断った。
咸和元年（326年）10月、後趙の将軍黄秀・帛成が酇城を攻撃すると、魏該は民を率いて襄陽に逃れた。時期は不明だが、雍州刺史に任じられている。
咸和2年（327年）12月、冠軍将軍蘇峻が乱を起こすと、魏該は建康救援の兵を挙げた。
咸和3年（328年）5月、石頭城に進軍し、荊州刺史陶侃の傘下に入った。しかし、蘇峻を平定する前に魏該は病が重くなり、襄陽に帰還することとした。6月、道中で没した。遺体は武陵に葬られ、甥の魏雄がその勢力を引き継いだ。

## 伝記資料
- 『晋書』巻63 列伝第33
- 『資治通鑑』巻87 - 巻97